# NGC 4365
NGC 4365 (również PGC 40375 lub UGC 7488) – galaktyka eliptyczna (E3), znajdująca się w gwiazdozbiorze Panny. Została odkryta 13 kwietnia 1784 roku przez Williama Herschela. NGC 4365 należy do gromady galaktyk w Pannie.